# Дьябло (гора)
Дьябло (англ. Mount Diablo) — горная вершина в Северной Америке.
Находится в округе Контра-Коста в Калифорнии, США. Расположена к востоку от области залива Сан-Франциско, к югу от города Клейтон и к северо-востоку от города Данвилл. Высота горы 1178 м над уровнем моря. Является изолированным массивом.